# Joachim Balthasar von Dewitz

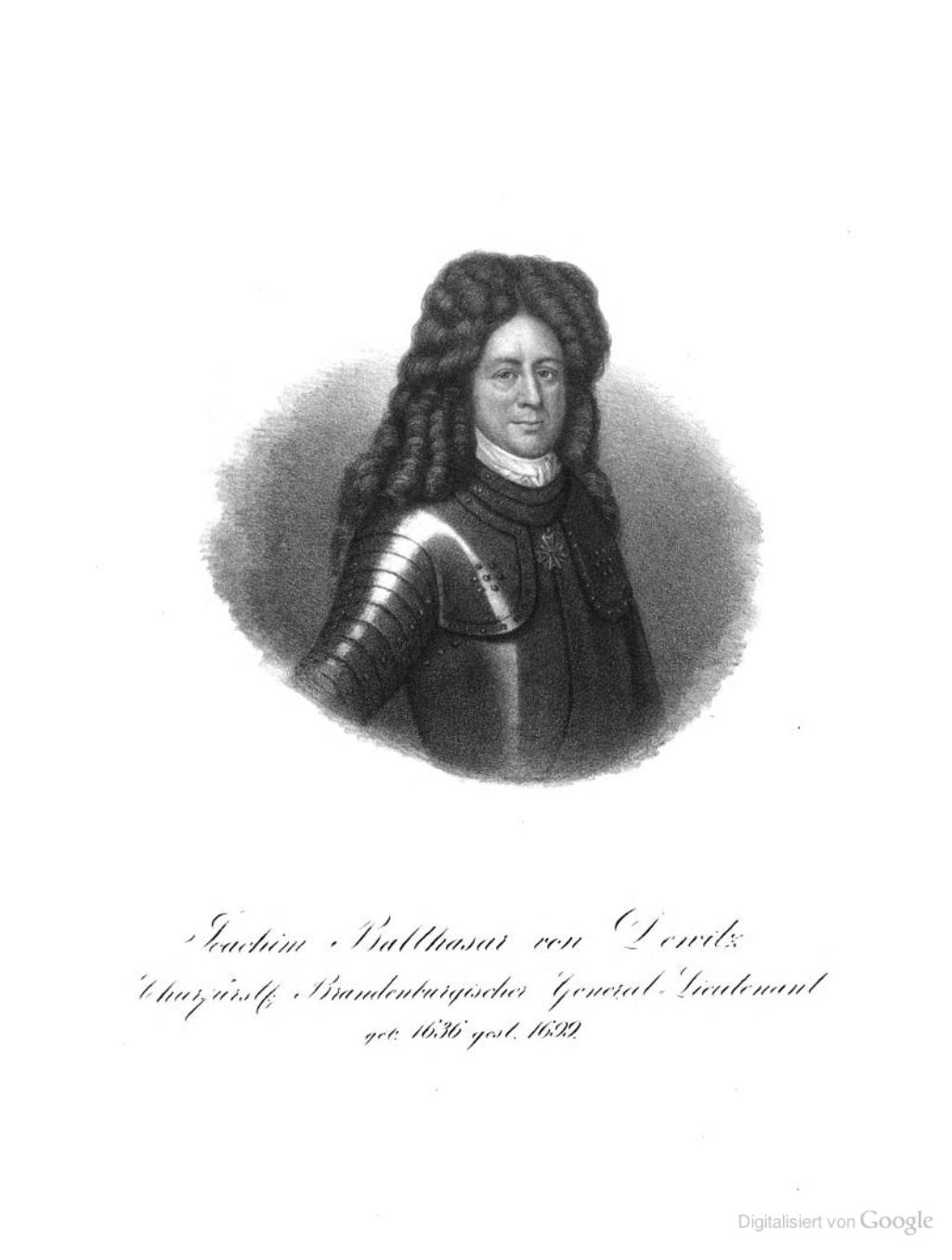
Joachim Balthasar von Dewitz (1636–1699)

Joachim Balthasar von Dewitz (* 25. Februar 1636 in Hoffelde; † 9. April 1699 in Kolberg) war ein brandenburgisch-preußischer General. 

## Leben
Joachim Balthasar war der Sohn des Stephan III von Dewitz (1607–1668) und der Essa Barbara von Pfuel (1611–1667). Stephan von Dewitz war sein Neffe. Er wurde Page am Hof des Herzogs Christian I. von Sachsen-Merseburg, bevor er in den brandenburgischen Militärdienst trat. Im Kavallerieregiment des Generalmajors von Quast nahm er 1672 als Rittmeister am Holländischen Krieg gegen Frankreich teil und wurde 1673 zum Major befördert. Im Schwedisch-Brandenburgischen Krieg kämpfte er in der Schlacht um Rathenow. In der Schlacht bei Fehrbellin übernahm er, nachdem der Regimentskommandeur Oberst von Mörner gefallen und Oberstleutnant Hennigs verwundet worden war, das Kommando. Er trug wesentlich zum Sieg über die Schweden bei und wurde noch während der Schlacht zum Oberstleutnant befördert. Weiterhin nahm er an den Feldzügen nach Pommern 1675/76, Ostpreußen und Samogitien teil. Während des Zweiten Nordischen Krieges war er Befehlshaber der brandenburgischen Besatzungstruppen in Mecklenburg.
Die Beförderung zum Oberst des kurfürstlichen Leibregiments erfolgte im April 1679. Im August 1686 eilte er dem von Dänen belagerten Hamburg zu Hilfe, 1689 wurde er zum Generalmajor und 1694 zum Generalleutnant befördert. 1693 wurde er zum Kommandanten der Festung Kolberg ernannt.

## Familie
Joachim Balthasar von Dewitz war dreimal verheiratet:
Seine erste Frau wurde am 18. Februar 1666 Anna Hedwig von Mörner (* 15. September 1650; † 1672). Sie war die Tochter von Bernd Joachim von Mörner Erbherr auf Zellin und Anna Katharina von Schaplow. Anna starb in Nürnberg, als sie ihrem Mann nachreiste, der zu dieser Zeit am Rhein kämpfte. Das Paar hatte einen Sohn und fünf Töchter:
- Stephan Berend von Dewitz (* 21. März 1672; † 8. März 1728), Landrat ⚭ 26. November 1697 Luise Emilie von Ziethen, Tochter von Johann Anton von Zieten; Alteltern des Reichskanzlers Otto von Bismarck
- Barbara Catharina (* 1667; † 7. September 1742)

⚭ 1682 Hans Sigismund von Brüsewitz auf Görke und Moratz
⚭ 1694 Joachim Ernst Bogislaw von Podewils auf Krangen und Suckow (1651–1718)
- Anna Luise ⚭ Karl Ferdinand von Kalsow († 1697)
- Elisabeth Sybille

⚭ Christian Friedrich von der Osten auf Warnitz
⚭ Karl Friedrich von dem Borne auf Berneuchen und Zolno
- Christiane ⚭ Christian von der Osten auf Warnitz und Witzmitz
- eine Tochter

Seine zweite Frau wurde am 23. April 1677 Margaretha Dorothea von Dewitz († 1692). Sie war die Tochter des Landrats Bernd von Dewitz aus dem Haus Meesow und Barbara Sophie von Owestin. Das Paar hatte zwei Söhne und drei Töchter:
- Christian Ludwig (* 4. September 1681; † 6. Mai 1697)
- Friedrich Wilhelm starb jung
- Sophia Auguste (Februar 1679; † 23. März 1698) ⚭ 31. Januar 1694 Georg Christoph von Wachholtz (1646–1716)
- Maria Agnes, jung gestorben
- Magdalene Sybille ⚭ Oberst Friedrich Wilhelm von der Marwitz auf Wornsfelde

Seine dritte und letzte Frau wurde 1694 Louise von Derfflinger († 1704). Die Heirat mit der Tochter des Feldmarschalls Georg von Derfflinger brachte ihm ein bedeutendes Vermögen, wodurch er einen großen Teil der Familiengüter wieder erwerben konnte. Die vollständige Übernahme des heruntergekommenen Stammschlosses Daber scheiterte am Widerstand seiner Vettern Christian Heinrich und Gustav Georg von Dewitz, denen kleinere Anteile gehörten.